# Dirofilaria repens
Dirofilaria repens é uma espécie de nematódeo da família Onchocercidae. São parasitas de carnívoros, mas podem infectar o homem esporadicamente, causando a dirofilaríase subcutânea.